# 日本橋 (泉鏡花)
『日本橋』（にほんばし）は、泉鏡花が1914年（大正3年）に書き下ろしで発表した長編小説および本人脚色による戯曲。鏡花作品では『婦系図』と並び、新派古典劇の代表作の一つである。
同作を原作に、1929年（昭和4年）には溝口健二監督によるサイレント映画が、1956年（昭和31年）には市川崑監督による長篇劇映画が製作・公開されている。

## 概要

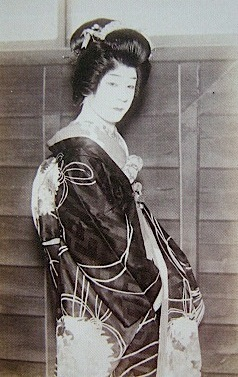
花柳章太郎のお千世
（昭和13年）

『日本橋』は書き下ろし小説として、1914年（大正3年）に東京の出版社千章館で出版された。のちに改造社、岩波書店等で多く再刊。
初演は、1915年（大正4年）3月、東京・本郷の本郷座。真山青果が脚色した。主役・お千世の役を喜多村緑郎門下の大部屋俳優花柳章太郎が抜擢され、花柳自身の出世作となった。なお『戯曲 日本橋』は、1917年（大正6年）に春陽堂で刊行。
溝口版の映画『日本橋』は東京国立近代美術館フィルムセンターに所蔵されておらず、現存するのは市川版のみ。2007年（平成19年）に角川エンタテインメントからDVDが発売されている。

## 映画

### 1929年版
『日本橋』（にほんばし）は、1929年（昭和4年）製作・公開、日活太秦撮影所製作、日活配給、溝口健二監督による日本のサイレント映画である。

#### キャスト
- 葛木晋三：岡田時彦
- 稲葉屋お孝：梅村蓉子
- 滝の家清葉と晋三の姉：酒井米子
- 五十嵐伝吾：高木永二
- 半玉お千世：夏川静江
- 笠原信八郎：一木札二

#### スタッフ・作品データ
- 監督 : 溝口健二
- 脚本 : 溝口健二、近藤経一
- 原作 : 泉鏡花
- 撮影 : 横田達之
- 字幕 : 高野靏雄
- 助監督 : 安積幸二
- 製作 : 日活太秦撮影所
- 上映時間（巻数 / メートル） : 10巻 / 2,117メートル
- フォーマット : 白黒映画 - スタンダードサイズ（1.33:1） - サイレント映画
- 初回興行 : 浅草・みやこ座 / 富士館

### 1956年版
『日本橋』（にほんばし）は、1956年（昭和31年）製作・公開、大映東京撮影所製作、大映配給、市川崑監督による日本の長篇劇映画である。昭和31年度芸術祭参加作品。併映短編『佐久間幹線』、10月10日より『あこがれの練習船』。

#### 製作
監督を担当した市川崑は、前作の『処刑の部屋』が青少年の性犯罪を誘発させたとして新聞などから批判され、騒動となったため、次回作を選考する際、大映の重役だった作家の川口松太郎に相談した。川口は泉鏡花の『日本橋』と永井荷風の『おかめ笹』の二者択一を提案し、市川は前者を選んだ。脚本を担当した市川の妻である和田夏十は「私にはとてもシナリオ化できない」と臆していたが、同じ脚本家の井手俊郎から「難しく考えず、気楽にやんなさい」と励まされ、脚本を書き上げた。本作は市川の初のカラー作品となり、イーストマンカラーで撮影された。さらに泉鏡花の世界に統一感を出すために、小道具やセットを全て灰色で統一する事とし、俳優以外の全てをグレーの泥絵の具で塗り上げた。しかし、当時のカラー撮影はモノクロ以上にライトの光量を必要としたため、セット内が高温となって俳優たちの顔が紅潮する場面が多発したので、当時の喫茶店などに常設されていた大型冷房機を買い込むなど、撮影の苦労が絶えなかったという。他にも、大型ステージにセットを組み、レールを敷いて本物の電車を走らせて明治時代の日本橋の大通りを再現したり、撮影所裏にオープンセットを建てて実際に燃やして大火事を再現する等、莫大な美術費がかかっている。

#### キャスト
- 稲葉家お孝：淡島千景
- 滝の家清葉：山本富士子
- お酌お千世：若尾文子
- 葛木晋三：品川隆二
- 五十嵐伝吉：柳永二郎
- 笠原信八郎：船越英二
- 植木屋甚平：杉寛
- 蒟蒻島の阿婆：岸輝子
- 清葉の母：浦辺粂子
- お鹿の女将：沢村貞子
- 塩瀬の女将：平井岐代子
- お鹿の客：潮万太郎
- 橘博士：伊東光一
- 清葉の旦那：高村栄一
- 飴屋のおやじ：伊達正
- 箱屋：小原利之
- 腕白大将：川口浩
- 葛木の同僚A：杉田康
- 葛木の同僚B：早川雄二
- 葛木の同僚C：中田勉
- 医学士A：岸秀夫
- 医学士B：青山敬二

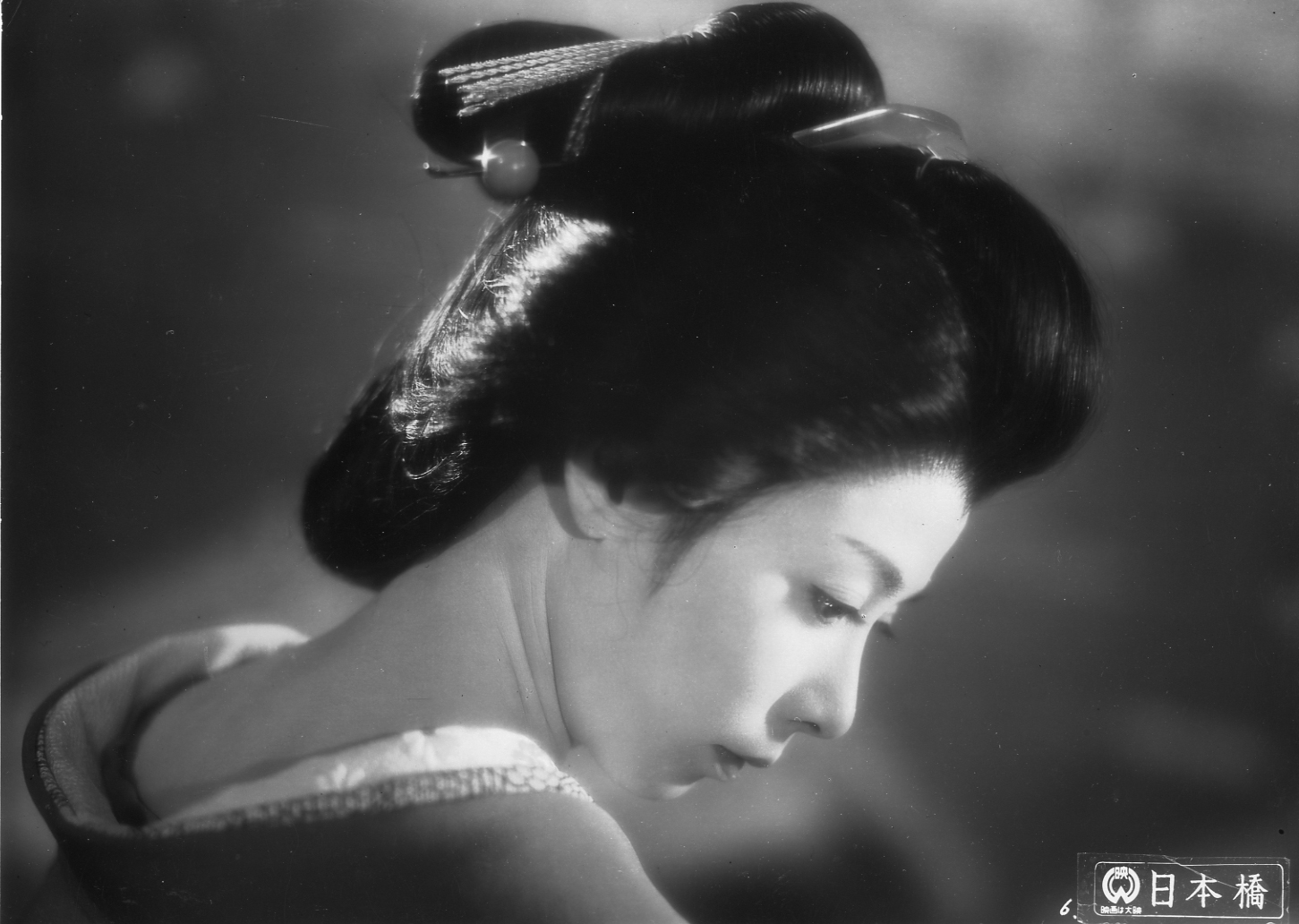
淡島千景

- 役名不明：小杉光史、南弘二、小山内淳、津田駿二、原田弦、川島祥二、中江文男、夏木章、半谷光子、坂口芙沙子、白井玲子、宮代惠子、住友久子、桜井喜美子、高野英子、永井ミヱ子、宮戸美知子、瀬戸ヱニ子、有吉惠子、井上多惠子、金田京子、藍三千子

#### スタッフ・作品データ
- 製作 : 永田雅一
- 企画 : 土井逸雄
- 監督 : 市川崑
- 原作 : 泉鏡花
- 脚本 : 和田夏十
- 撮影 : 渡辺公夫
- 照明 : 柴田恒吉
- 特殊撮影 : 的場徹
- 録音 : 長谷川光雄
- 美術 : 柴田篤二
- 編集 : 中静達治
- 色彩技術 : 渡辺静郎
- メイク :　石坂登
- 衣裳 : 上田茂太郎、原定一
- 衣裳調製 : 髙島屋
- 音楽 : 宅孝二
- 色彩指導・時代考証 : 岩田専太郎
- 助監督 : 増村保造
- 記録 : 土屋テル子
- 製作主任 : 熊田朝雄
- スチール : 宮﨑忠雄
- 製作 : 大映東京撮影所
- 現像 : 東洋現像所
- 上映時間 （巻数 / メートル） : 111分（14巻 / 3,037メートル）
- フォーマット : イーストマンカラー - 大映スコープ（2.35:1） - モノラル録音

### グランドシネマ
『グランドシネマ 日本橋』2014年3月21日公開。2012年12月、日生劇場で演じられた舞台作品「坂東玉三郎特別公演『日本橋』」を映画として公開したもの。演出：齋藤雅文・坂東玉三郎。

#### キャスト
- 稲葉家お孝：坂東玉三郎 (5代目)
- 瀧の家清葉：高橋惠子
- 葛木晋三：松田悟志
- 笠原信八郎：藤堂新二
- 雛妓お千世：斎藤菜月
- 植木屋甚平：江原真二郎
- 五十嵐伝吾：永島敏行[8]

## 出版
国立国会図書館蔵書。
- 『日本橋』、千章館、1914年
  - 『近代文学館 特選 17 日本橋』、日本近代文学館、1971年。復刻版
- 『日本橋』、春陽堂、1918年。改版縮刷版
- 『鏡花全集 第6巻』、春陽堂、1925年
  - 『鏡花全集 巻9』、エムティ出版、1994年5月 ISBN 4896144422。春陽堂・復刻
- 『日本橋』、改造社〈改造文庫〉第2部 第104篇、1931年
- 『大悲劇名作全集 第7巻 婦系図・日本橋』、中央公論社、1935年
- 『鏡花全集 巻15』、岩波書店、1940年 / 復刊1975年、1987年11月 ISBN 4000910957
- 『日本橋』、河出書房 市民文庫、1953年
- 『日本橋』、岩波文庫、1954年12月、改版2023年7月、ISBN 4003600444。解説佐藤春夫（新版解説吉田昌志）
- 『日本橋』、角川書店〈角川文庫〉、1956年
- 『泉鏡花集成 12　日本橋・婦系図』、種村季弘編、筑摩書房〈ちくま文庫〉、1997年1月、ISBN 4480032428

戯曲ほか
- 『日本橋』、春陽堂、1917年
- 『鏡花全集 第10巻』、春陽堂、1926年
  - 『鏡花全集 巻14』、エムティ出版、1994年。春陽堂・復刻
- 『鏡花全集 巻26』、岩波書店、1940年 / 復刊1975年、1988年10月 ISBN 4000911066
  - 『鏡花小説・戯曲選 第12巻』、岩波書店、1982年5月、復刊1995年3月 ISBN 400090602X。同じ版
- 『国立劇場新派公演上演台本 昭和49年10月 - 昭和51年6月』、編・出版国立劇場、1974年10月 - 1976年6月
- 『国立劇場新派公演上演台本 15』、国立劇場、1996年4月

## 参考書籍
国立国会図書館蔵書。
- 『鏡花全集 別巻』、岩波書店、1976年 - 泉鏡花『原作者の見た「日本橋」』収録
- 『論集大正期の泉鏡花』、泉鏡花研究会、おうふう、1999年12月 ISBN 4273031043 - 坂井健『日本橋』収録

## 註
1. 1 2 3   & 石原 2019
2. 1 2  新派の歴史、劇団新派、2009年12月10日閲覧。
3. ↑  日本橋、国立国会図書館、2009年12月10日閲覧。
4. 1 2 3  OPAC NDL 検索結果、国立国会図書館、2009年12月10日閲覧。
5. ↑  所蔵映画フィルム検索システム、東京国立近代美術館フィルムセンター、2009年12月1日閲覧。
6. ↑  日本橋、角川エンタテインメント、2009年12月10日閲覧。
7. ↑  『完本 市川崑の映画たち』、2015年11月発行、市川崑・森遊机、洋泉社、P132～134
8. ↑  “松竹「グランドシネマ日本橋」”.   松竹株式会社 (2014年3月21日). 2025年5月2日閲覧。